# 具梗旌节花
具梗旌节花（学名：Stachyurus yunnanensis var. pedicellatus）为旌节花科旌节花属下的一个变种。